# Nicholas Beckett
Nicholas Beckett (sinh ngày 9 tháng 11 năm 1987) là một cầu thủ bóng đá người Jamaica thi đấu cho Harbour View, ở vị trí tiền vệ.

## Sự nghiệp
Beckett từng thi đấu bóng đá cho Harbour View.
Anh ra mắt quốc tế cho Jamaica năm 2014.